# Косоглазое счастье
«Косоглазое счастье» (пол. Zezowate szczęście), в советском прокате «Шесть превращений Яна Пищика» — польский художественный фильм, комедия 1960 года.

## Сюжет
Незадачливому Яну Пищику не везло с самого детства. Пытаясь соответствовать политической конъюнктуре, вступал в различные организации и движения прямо накануне очередного изменения политической ситуации. Его избивали, арестовывали, считали иностранным шпионом, в общем — везде Ян ощущал себя не в своей тарелке. В итоге очередная попытка продвинуться по служебной лестнице привела его в тюрьму, где он, наконец, почувствовал себя спокойно и уверенно. Там он был готов остаться навсегда на любых условиях, но после отбытия срока наказания его выгнали и оттуда.

## В ролях
- Богумил Кобеля — Ян Пищик (советский дубляж — Ян Янакиев)
- Александер Дзвонковский — отец Яна
- Барбара Квятковская-Ласс — Иоля (советский дубляж — Роза Макагонова)
- Кристина Карковская — мать Иоли (советский дубляж — Галина Водяницкая)
- Ежи Пихельский — майор Врона-Вронский, отец Иоли (советский дубляж — Яков Беленький)
- Роман Полански — репетитор Иоли
- Эва Вишневская — студентка
- Витольд Скарух — учитель
- Данута Водыньская — Юльця
- Эдвард Дзевоньский — Елёнек (советский дубляж — Зиновий Гердт)
- Барбара Поломская — жена Елёнека
- Тадеуш Янчар — подхорунжий Савицкий (советский дубляж — Владимир Прохоров)
- Адам Павликовский — подхорунжий Осевский
- Войцех Покора — подхорунжий
- Мария Цесельская — Бася (советский дубляж — Мария Виноградова)
- Юзеф Новак — Витольд
- Леонард Петрашак — конспиратор
- Станислав Яворский — часовщик
- Анджей Красицкий — Витольд Кропачиньский
- Тадеуш Бартосик — Вонсик
- Мария Каневская — Анастасия Макулец
- Веслав Голас — офицер безопасности
- Мариуш Дмоховский — офицер безопасности
- Хелена Домбровская — Выхувна
- Хенрик Бонк — директор
- Войцех Семион — Касперский (советский дубляж — Юрий Чекулаев)
- Казимеж Опалиньский — начальник тюрьмы
- Роман Клосовский — торгуется с Пищиком в ресторане
- Зыгмунт Листкевич — сержант на дороге в Зегрже
- Станислав Вышинский — военнопленный
- Мирослава Мархелюк
- Здзислав Лесняк и др.

Фильм дублирован на киностудии имени Горького.
- Режиссёр дубляжа — Эдуард Волк
- Звукооператор — Леон Канн